# Међуопштински историјски архив (Шабац)
Међуопштински историјски архив "Шабац", Шабац својом основном делатношћу да прикупља, чува, врши заштиту и сређивање архивске грађе и омогућава њено коришћење у научне и друге сврхе има надлежност над општинама Богатић, Владимирци, Коцељева, Крупањ, Лозница, Љубовија, Мали Зворник и Шабац.

## Историјат
Почеци прикупљања архивске грађе и архивлија у Шапцу јављају се још пре оснивања Архивског средишта и Градског државног архива. Претеча данашњег Архива било је архивско одељење Музеја које је радило у саставу Шабачке народне књижнице и читаонице основано 1939. године.
Доношењем Општег закона о архивима и Закона о државним архивима НР Србије, ударени су темељи законодавне организоване архивске делатности у нашој земљи. Одлуком Градског народног одбора Шабац, бр. 152 од 11. јануара 1952. године, основана је Државна архива Шабац. Током наредних година мењани су називи и организациона структура али не и основна делатност и надлежност. Од 1977. године потписивањем споразума осам општина из садашњег Мачванског округа Архив ради под данашњем називом.
Од оснивања Архив се селио по различитим локацијама у Шапцу, до 1981. године, када је додељен и дат на употребу већи део зграде "Стара болница", саграђене 1865. године, до тада грудно одељење Здравственог центра у Шапцу. Архив је добио на располагање 427 m² смештајног простора од чега 226,60 m² за депое. Пошто добијен простор није испуњавао основне услове заштите архивске грађе, после темењне реконстукције која је почела 2005. године, средином 2008. године, сређена и опремљена зграда "Старе болнице" дата је на употребу Архиву.
Добитник је Октобарске награде града Шапца (1982), Ордена заслуга за народ са сребрном звездом (1983).

## Делатност
Основна делатнос Архива је да прикупља, чува, врши заштиту и сређивање архивске грађе и омогућава њено коришћење у научне и друге сврхе, кроз следеће службе:
- Служба за заштиту архивске грађе ван архива, врши послове заштите архивске грађе ван Архива, евидентирање, и преузимање архивске грађе и регистратурског материјала ван Архива. Задатак ове службе је да врши комплетан надзор над пословима са архивском грађом док се она још налази код стваралаца.
- Депо, врши пријем, смештај, чување архивске грађе и њено издавање у сврхе сређивања и коришћења, као једну од најзначајнијих функција установе, која је дужна да води евиденције о целокупној архивској грађи коју Архив чува. Архив поседује шест депоа у којима се чува архивска грађа.
- Служба за сређивање, обраду, коришћење и чување архивске грађе, врши Сређивање и обрада архивске грађе је стручни посао највишег ранга од кога суштински зависи, како могућност квалитетног коришћења архивске грађе, па последично и научног тумачења прошлости. У оквиру ове врсте послова ради се на разврставању архивске грађе на фондске целине, обради архивских књига, издвајању безвредног регистратурског материјала, класификацији и систематизацији архивске грађе, изради научно-информативних средстава за фондове и збирке, попут сумарних и аналитичких инвентара, регистара, пописа архивске грађе, као и водича кроз архивску грађу Међуопштинског историјског архива у Шапцу. Центар за информације са архивском библиотеком као посебно организована служба унутар самога Архива не постоји, него је у саставу службе за сређивање и обраду архивске грађе. Центар за информације има задатака да прикупља, , обрађује, систематизује и пружа корисницима стручне информације о : архивској грађи, научно – информативним средствима, коришћењу архивске грађе архива, техничким и осталим условима рада архива. Све информације у вези израде каталога архивских фондова, збирки и информативних средстава налазе се у овој служби.

## Директори -управници
- Мицић Павле (1952—1953., упр.)
- Гавриловић Даница (1953—1956., упр.)
- Петровић Слободан (1956—1958., упр.)
- Станковић Сава (14.09.1958. - 08.01.1959.; 29.10.1959. - 20.12.1960.; 01.09.1963. - 28.02.1964.; упр.)
- Јосић Павле (09.01.1959. - 28.10.1959.; 21.12.1960. - 31.08.1963.; упр)
- Филиповић Станоје (1964—1977)
- Даница Панић (1978—1982., дир),
- Чворић Добросав (21.12.1974. - 01.06.1976.; 01.05.1977. - 31.01.1978.; в.д.упр)
- Шашић Бранко (1982—1989., дир)
- Богојевић Славко (1989—2004. , дир)
- Радомир Петровић (2005. - 2016., дир)
- Давор Станојевић (2016.-2017.,в.д.дир)
- Давор Станојевић (2017.-,директор)